# Dolina (Powidz)
Dolina – część wsi Powidz w Polsce, położona w województwie wielkopolskim, w powiecie słupeckim, w gminie Powidz. Leży w południowo-zachodniej części wsi przy ulicy Dolina.
W latach 1975–1998 Ługi administracyjnie należały do województwa konińskiego.